# Діонатан Шавеш да Сілва
Діонатан Шавеш да Сілва або просто Натан (порт.-браз. Dionatan Chaves da Silva / Natan; нар. 23 січня 1993, Треш-ді-Маю, Ріу-Гранді-ду-Сул, Бразилія) — бразильський футболіст, атакувальний півзахисник клубу «Уберландія».

## Життєпис
Народився в місті Треш-ді-Маю штату Ріу-Гранді-ду-Сул. На дитячо-юнацькому рівні виступав за «Галісію», «Сан-Паулу» та «Віторію». 19 серпня 2013 року приєднався до «Греміо», але одразу д був переведений до молодіжної команди (U-20).
У січні 2014 року Натана перевели до першої команди «Греміо», але незабаром був відданий в оренду «Анаполісу». Він дебютував на професіональному рівні 9 лютого, вийшовши на заміну в нічийному (1:1) матчі проти «Апаресіденсе».
7 квітня 2014 року відданий в оренду клубу Серії С АСА. Періодично грав за команду, а по завершення контракту вільним агентом залишив «Греміо».
28 січня 2015 року підписав контракт з «Боа». Дебютував за нову команду чотири дні по тому, вийшов на поле з лави запасних у програному (1:2) поєдинку Ліги Мінейро проти УРТ. 8 лютого 2015 року відзначився своїми першими голами на професіональному рівні, відзначився дублем у переможному (2:0) домашньому матчі проти «Демократи».
Незважаючи на те, що Натан був гравцем основи в Лізі Мінейро, йому не вдалося зіграти в Серії B. 30 листопада 2015 року перебрався до «Португези». На початку березня 2019 року перебрався в «Форталезу», але встиг зіграти лише 1 поєдинок у Серії C. Наприкінці червня 2017 року вільним агентом залишив команду. Потім грав за «Оесте» та «Таубете» в Серії A2 Ліги Паулісти.
У серпні 2018 року підписав контракт з «Кримтеплицею». В чемпіонаті окупованого Криму виступав до кінця лютого 2019 року, після чого повернувся на батьківщину. З серпня 2019 по лютий 2021 рік грав за «Айморе» в Лізі Гояненсе. З 12 лютого 2021 року захищає кольори «Уберландії».